# Kočevsko
Kočevsko este o arie protejată (arie specială de conservare — SAC, sit de importanță comunitară — SCI) din Slovenia întinsă pe o suprafață de 106.799,26 ha, integral pe uscat.

## Localizare
Centrul sitului Kočevsko este situat la coordonatele 45°37′04″N 15°02′06″E / 45.6178°N 15.035°E.

## Înființare
Situl Kočevsko a fost declarat sit de importanță comunitară în aprilie 2004 pentru a proteja 4 specii de plante și 41 de specii de animale. Situl a fost protejat și ca arie specială de conservare în februarie 2012.

## Biodiversitate
Situată în ecoregiunile alpină și continentală, aria protejată conține 12 habitate naturale: Cursuri de apă de la nivel de câmpie la nivel montan, cu vegetație Ranunculion fluitantis și Callitricho-Batrachion, Pajiști carstice calcaroase sau bazofile, de Alysso-Sedion albi, Pajiști uscate seminaturale și facies de acoperire cu tufișuri pe substraturi calcaroase (Festuco-Brometalia) (* situri importante pentru orhidee), Izvoare petrifiante cu formare de travertin (Cratoneurion), Grohotișuri medio-europene calcaroase, de la nivel colinar și montan, Pante stâncoase calcaroase cu vegetație casmofită, Peșteri inaccesibile publicului, Păduri de fag Luzulo-Fagetum, Păduri pe pante, grohotișuri și ravene de Tilio-Acerion, Păduri aluvionare cu Alnus glutinosa și Fraxinus excelsior (Alno-Padion, Alnion incanae, Salicion albae), Păduri ilirice de Fagus sylvatica (Aremonio-Fagion), Păduri ilirice de stejar și carpen (Erythronio-Carpinion).
La baza desemnării sitului se află mai multe specii protejate:
- plante (4): clopțelul cu frunze de crin (Adenophora lilifolia), Arabis scopoliana, Buxbaumia viridis, mușchi (Dicranum viride)
- amfibieni (3): izvoraș-cu-burta-galbenă (Bombina variegata), proteu de peșteră (Proteus anguinus), Triturus carnifex
- mamifere (11): liliac cârn (Barbastella barbastellus), lupul (Canis lupus), vidră de râu (Lutra lutra), râs eurasiatic (Lynx lynx), liliac cu urechi mari (Myotis bechsteinii), liliac cărămiziu (Myotis emarginatus), liliac comun (Myotis myotis), liliacul mediteranean cu potcoavă (Rhinolophus euryale), liliacul mare cu potcoavă (Rhinolophus ferrumequinum), liliacul mic cu potcoavă (Rhinolophus hipposideros), urs brun (Ursus arctos)
- nevertebrate (16): Anisus vorticulus, Austropotamobius torrentium, fluturele-tigru (Callimorpha quadripunctaria), Carabus variolosus, Cordulegaster heros, Cucujus cinnaberinus, fluturele auriu (Euphydryas aurinia), fluturele flitirar (Euphydryas maturna), Leptidea morsei, Leptodirus hochenwartii, rădașcă (Lucanus cervus), croitorul cenușiu al stejarului (Morimus funereus), gândacul de apă (Rhysodes sulcatus), Rosalia alpina, Unio crassus, Vertigo angustior
- pești (11): Barbus meridionalis, Chalcalburnus chalcoides, Cobitis elongata, zvârluga (Cobitis taenia), zglăvoacă (Cottus gobio), Eudontomyzon spp., porcușorul de vad (Gobio uranoscopus), lostriță (Hucho hucho), boarță (Rhodeus sericeus amarus), Rutilus pigus, dunăriță (Sabanejewia aurata)